# Karl-Erik Forsslund

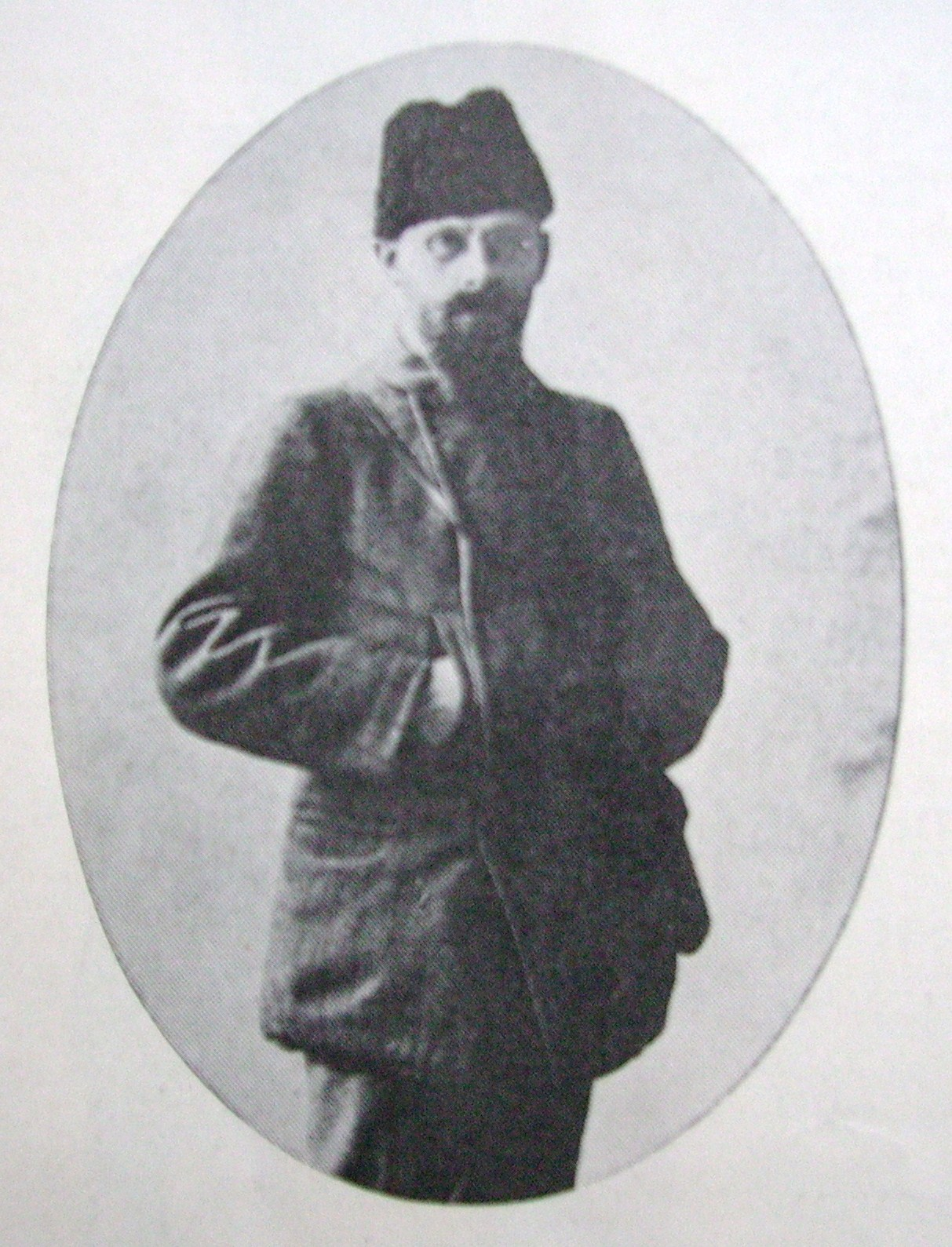
Karl-Erik Forsslund, 1913

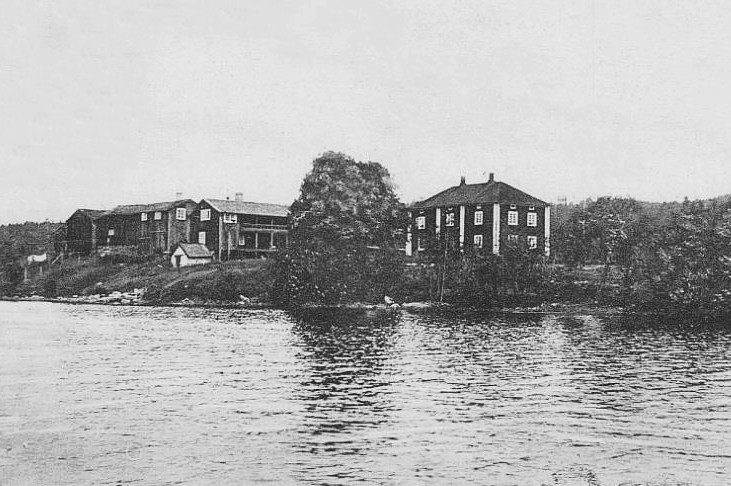
Storgården i Brunnsvik 1906.

Karl-Erik Forsslund, född 14 september 1872 i Ljusnarsberg, död 14 augusti 1941 i Ludvika, var en svensk författare, folkbildare och hembygdsvårdare.

## Biografi
Forsslund, vars far var grosshandlare, studerade vid Uppsala universitet, där han blev filosofie licentiat 1897. Han debuterade 1896 med naturskildringen Skog och bosatte sig med sin hustru Fejan 1898 på Storgården i Brunnsvik vid sjön Väsman i Ludvika kommun. Hans bergsmansgård gav namn till den bok, Storgården (1900), som blev sin tids storsäljare. Forsslund var aktiv opinions- och folkbildare. Han var även verksam inom hembygds- och naturskyddsrörelsen, aktiv socialdemokrat och kandiderade till riksdagen för partiet.
Han var redaktionssekreterare på Strix 1897–1898. År 1906 grundade han tillsammans med Gustaf Ankarcrona och Uno Stadius Brunnsviks folkhögskola som han även var föreståndare för mellan 1907 och 1912. Forsslund var styrelseledamot i Dalarnas hembygdsförbund och från 1930 vice ordförande i Dalarnas fornminnes- och hembygdsförbund. Han var även ordförande i Ludvikabygdens fornminnes och hembygdsförening samt styrelseledamot i Svenska naturskyddsföreningen 1917-1927.
Orvar Löfgren har betecknat Forsslunds världssyn som "en märklig blandning av hembygdsromantik, nietzscheanism och socialism", och beskriver honom som "en av chefsideologerna i denna nya rörelse där enkelhet, frisksportarliv, framstegstro och hembygdskärlek predikades och där dagens svenska sol- och kroppskult föds".
Forsslund blev hedersdoktor vid Uppsala universitet 1927 och 1932 riddare av Nordstjärneorden.
Bland hans skrifter kan nämnas idéromanen Göran Delling (1906) och Med Dalälven från källorna till havet (1–27, 1918–1939).
Han ligger liksom Dan Andersson, en av Brunnsviks många författare, begravd på Lyvikens kyrkogård i Ludvika.

### Skönlitteratur
- Skog. Stockholm: Wahlström & Widstrand. 1896. Libris 1644303. https://runeberg.org/fkeskog/
- Jungfru-Jan : en sagbok. Stockholm: Wahlström & Widstrand. 1897. Libris 8jkr0z2t6b924mmt. http://hdl.handle.net/2077/57910
- Historier. Stockholm: Wahlström & Widstrand. 1899. Libris 8klb5nx46c768zhj. http://hdl.handle.net/2077/60686
- Djur : skisser och historier från Storgården. Stockholm: Wahlström & Widstrand. 1900. Libris 20143397. http://hdl.handle.net/2077/51923
- Storgården : en bok om ett hem. Stockholm Wahlström & Widstrand. 1900. Libris 8073152. http://hdl.handle.net/2077/51922
- Storgårdsblomster : en ung faders dagbok. Stockholm: Wahlström & Widstrand. 1901. Libris 1726630
- Arbetare : sånger och visor. Stockholm: Wahlström & Widstrand. 1902. Libris 1726626
- Grankottarna : en pojkbok. Stockholm: Wahlström & Widstrand. 1902. Libris 1726628 - Illustrationer: Elin Westman.
- Idrottsvisa. Lindesberg. 1904. Libris 2649605
- Göran Delling : en lefnadshistoria i två böcker. Stockholm. 1906. Libris 8077209
- Lantliga låtar : dikter. Stockholm: Wahlström & Widstrand. 1906. Libris 1613337
- Skogssagor ock jurskisser. Stockholm: Wahlström & Widstrand. 1907. Libris 1613339
- Bröderna : 1 a. av E.K. och K.E. Folkets-hus-dramatik. 1. 1908. Malmö. 1908. Libris 3004340
- Fria värs och visor. Malmö: Fram. 1908. Libris 1537615
- I mörkret : drömspel i en akt. Folkets-Hus-Dramatik ; 3. Malmö: Fram. 1908. Libris 1613284
- Det nya. Folkets-Hus-Dramatik ; 2. Malmö: Fram. 1908. Libris 1613283
- Kometen : lustspel i en akt. Folkets-Hus-Dramatik ; 4. Malmö: Fram. 1909. Libris 1613285
- Rymdsånger. Stockholm: Wahlström & Widstrand. 1909. Libris 20038626. http://hdl.handle.net/2077/51527
- Äppeltjufvar : sagospel i en akt. Folkets-Hus-Dramatik ; 5. Malmö: Fram. 1909. Libris 1613286
- Till fjälls : en diktcykel. Stockholm: Wahlström & Widstrand. 1911. Libris 28307
- Vingar : nya djursagor. Stockholm: Wahlström & Widstrand. 1911. Libris 1633382
- Blomsterskisser och annat. Stockholm: Wahlström & Widstrand. 1913. Libris 1633378
- Daldikter och vandringsvisor. Stockholm: Wahlström & Widstrand. 1913. Libris 31037
- Hemma igen : en skissbok från Storgården. Stockholm: Wahlström & Widstrand. 1915. Libris 8073153
- Till budom och sommarens glädje : en fäbohistoria : med låtar och visor samlade av Carl Gudmundsson och andra. Dalarnes hembygdsförbunds skrifter, 99-1377249-4 ; 1. Stockholm. 1916. Libris 1658584
- Vid älvarnas möte. Stockholm: Nordiska museet. 1917. Libris 1651940
- Till ett bergfolk : dikter. Stockholm: Wahlström & Widstrand. 1919. Libris 1651938
- Prolog vid Röda kors-veckans fäst på Falu teater 20 maj 1921. Falun. 1921. Libris 2649609
- Prolog vid öppnandet av sommarmarknaden i Sandviken den 23 juli 1921. Gefle. 1921. Libris 2994396
- Gillevisa för Sancte Örjens gille. Kulturhistoriska skrifter / Sancte Örjens gille, 99-1626623-9 ; 3. Örebro. 1922. Libris 1481431
- På Sancte Örjens gilles första högtidsdag den 23 april 1922. Kulturhistoriska skrifter / Sancte Örjens gille, 99-1626623-9 ; 5. Örebro. 1922. Libris 1481433
- Skörd och sägen : dikter. Stockholm: Wahlström & Widstrand. 1922. Libris 31089
- Vid en gammal hytta. Skrifter / Sancte Örjens gille, 99-1626964-5 ; 8. Örebro. 1923. Libris 1481436
- Gammelgårdens andar : drömspel i en akt. Ludvika: [Ludvikabygdens fornminnes- och hembygdsförening]. 1927. Libris 1330023
- Från valborgsmässa till korsmässa : gammalmodiga dikter. Stockholm: Bonnier. 1932. Libris 1354178
- Vakt och värn : dikter 1918-1940. Stockholm: Natur o. kultur. 1940. Libris 1364108

### Varia
- Beethoven. Studentföreningen Verdandis småskrifter, 99-0470915-7 ; 194. Stockholm. 1913. Libris 1256346
- Mozart. Studentföreningen Verdandis småskrifter, 99-0470915-7 ; 195. Stockholm. 1913. Libris 1256350
- Hembygdsvård. Stockholm: Wahlström & Widstrand. 1914. Libris 8200501
  -  1, Naturskydd och nationalparker. 1914. Libris 8200502
  -  2, Kulturskydd och bygdemuséer. 1914. Libris 8200503
- Som gäst hos fjällfolket. Lapparne och deras land, 99-0912788-1 ; 4. Stockholm: I distr. Nordiska bokhandeln. 1914. Libris 900410
- Fridlysta vildmarker : skildringar och historier från Sveriges nationalparker. Stockholm. 1915. Libris 120942
- Med Dalälven från källorna till havet.. Stockholm: Åhlén & Åkerlund. 1919-1939. Libris 874101
  -  Del 1, Öster-Dalälven, Bok 1, Storån (Idre-Särna). 1919. Libris 874109
  -  Del 1, Öster-Dalälven, Bok 2, Älvdalen. 1919. Libris 874110
  -  Del 1, Öster-Dalälven, Bok 3, Orsa Finnmark och Ore. 1920. Libris 874111
  -  Del 1, Öster-Dalälven, Bok 4, Orsa och Wåmhus. 1921. Libris 874112
  -  Del 1, Öster-Dalälven, Bok 5, Mora. 1921. Libris 874113
  -  Del 1, Öster-Dalälven, Bok 6, Siljan, Sollerön och Siljansnäs. 1921. Libris 874114
  -  Del 1, Öster-Dalälven, Bok 7, Boda och Bingsjö. 1922. Libris 874115
  -  Del 1, Öster-Dalälven, Bok 8, Rättvik. 1922. Libris 874116
  -  Del 1, Öster-Dalälven, Bok 9, Leksand. 1922. Libris 874117
  -  Del 1, Öster-Dalälven, Bok 10, Bjursås och Ål. 1923. Libris 874118
  -  Del 1, Öster-Dalälven, Bok 11, Ljura och Gagnef. 1923. Libris 874119
  -  Del 2, Väster-Dalälven, Bok 1, Fulu fjäll och Transtrand. 1924. Libris 874120
  -  Del 2, Väster-Dalälven, Bok 2, Lima. 1924. Libris 874121
  -  Del 2, Väster-Dalälven, Bok 3, Malung. 1925. Libris 874122
  -  Del 2, Väster-Dalälven, Bok 4, Malungs kapell-lag och Äppelbo. 1925. Libris 874123
  -  Del 2, Väster-Dalälven, Bok 5, Wanån. 1926. Libris 874124
  -  Del 2, Väster-Dalälven, Bok 6. Järna. 1926. Libris 874125
  -  Del 2, Väster-Dalälven, Bok 7, Nås. 1926. Libris 874126
  -  Del 2, Väster-Dalälven, Bok 8, Nås finnmark och Säfsen. 1927. Libris 874127
  -  Del 2, Väster-Dalälven, Bok 9, Floda. 1928. Libris 874128
  -  Del 2, Väster-Dalälven, Bok 10, Mockfjärd och Södra Gagnef. 1928. Libris 874129
  -  Del 3, Söder Dalälven, Bok 1, Enviken och Svartnäs. 1929. Libris 874130
  -  Del 3, Söder Dalälven, Bok 2, Svärdsjö. 1930. Libris 874131
  -  Del 3, Söder Dalälven, Bok 3, Sundborn. 1931. Libris 874132. https://runeberg.org/fkefrandal/303/
  -  Del 3, Söder Dalälven, Bok 4, Stora Kopparbergs socken. 1934. Libris 874133. https://runeberg.org/fkefrandal/304/
  -  Del 3, Söder Dalälven, Bok 5, Falu gruva och Stora Kopparbergs bergslag. 1936. Libris 874106
  -  Del 3, Södra Dalälven, Bok 6, Falun, 1, Väster om ån. 1939. Libris 874107
- Bergfrun och godsgubbar : Gruv- och malmsägner : Föredrag ... (här tillökat). Skrifter / Sancte Örjens gille, 99-1626964-5 ; 11. Örebro. 1924. Libris 1481439
- Något om Laxbrostugan och dess folk : i utdrag uppläst vid S:te Örjens Gilles högtidssammankomst 23 april 1924. Skrifter / Sancte Örjens gille, 99-1626964-5 ; 12. Örebro. 1924. Libris 1481440
- Vi och vår natur. Stockholm: Bonnier. 1935. Libris 1365402 - Tillsammans med Lars Faxén m. fl.

### Tolkningar
- Goethe, Johann Wolfgang von (1906). Goethe-dikter / tolkade av Karl-Erik Forsslund. Stockholm: Wahlström & Widstrand. Libris 1613682